# Pekka Koskela
Pekka Koskela (Mänttä, 29 november 1982) is een Fins voormalig langebaanschaatser. Hij was gespecialiseerd in de sprintafstanden (500 en 1000 meter). Pekka Koskela is een broer van Pasi Koskela.
Pekka Koskela was sinds 2003 actief in de internationale schaatssport. Zijn beste resultaat tot nu toe behaalde hij bij de WK Afstanden in 2005 in Inzell. Tijdens dit kampioenschap werd hij, samen met Petter Andersen, gedeeld derde op de 1000 meter.
Koskela was van 10 november 2007 tot 7 maart 2009 houder van het wereldrecord op de 1000 meter. Tijdens de eerste wereldbekerwedstrijden van het seizoen 2007/2008 stelde hij het oude record van Shani Davis scherper tot 1.07,00. Op 7 maart 2009 pakte Davis het record weer terug (1.06,42).

## Records

### Persoonlijke records
| Afstand      | Tijd     | Datum            | Baan           |
| ------------ | -------- | ---------------- | -------------- |
| 500 meter    | 34,36    | 21 januari 2012  | Salt Lake City |
| 1000 meter   | 1.07,00  | 10 november 2007 | Salt Lake City |
| 1500 meter   | 1.51,52  | 23 maart 2002    | Calgary        |
| 3000 meter   | 4.10,39  | 2 maart 2002     | Collalbo       |
| 5000 meter   | 7.35,09  | 16 december 2000 | Helsinki       |
| 10.000 meter | 16.30,16 | 19 december 1999 | Seinäjoki      |

### Wereldrecords
| Nr.  | Afstand              | Tijd    | Datum            | Baan           |
| ---- | -------------------- | ------- | ---------------- | -------------- |
| jr1. | 500 meter (junioren) | 35,89   | 1 december 2001  | Salt Lake City |
| 1.   | 1000 meter           | 1.07,00 | 10 november 2007 | Salt Lake City |

## Resultaten
| Jaar | EK Sprint | WK Sprint | WK Afstanden             | Olympische Spelen          | Wereldbeker               | WK Junioren |
| ---- | --------- | --------- | ------------------------ | -------------------------- | ------------------------- | ----------- |
| 2000 |           |           |                          |                            |                           | 13e         |
| 2001 |           |           |                          | 39e 500m                   | NC48                      |             |
| 2002 |           | 34e       |                          |                            |                           | NC27        |
| 2003 |           | 20e       | 11e 500m 16e 1000m       |                            | 18e 500m 21e 1000m        |             |
| 2004 |           | 12e       | 6e 500m 10e 1000m        | 5e 100m 14e 500m 13e 1000m |                           |             |
| 2005 |           | 12e       | DQ2 500m · 1000m         | 6e 100m 12e 500m 12e 1000m |                           |             |
| 2006 |           | 7e        |                          | 10e 500m 31e 1000m         | 6e 100m 8e 500m 25e 1000m |             |
| 2007 |           | Zilver    | 8e 500m 6e 1000m         |                            | 100m · 500m · 7e 1000m    |             |
| 2008 |           | NS3       | 24e 500m (val) 11e 1000m | 18e 500m 23e 1000m         |                           |             |
| 2009 |           | 4e        | NS2 500m 20e 1000m       | 25e 500m 16e 1000m         |                           |             |
| 2010 |           | NS3       |                          | 33e 500m                   | 22e 500m                  |             |
| 2011 |           | 14e       | 500m NF1                 |                            | 500m 13e 32e 1000m        |             |
| 2012 |           |           | 500m · 11e 1000m         | 500m · 8e 1000m            |                           |             |
| 2013 |           | Zilver    | 8e 500m                  | 10e 500m 11e 1000m         |                           |             |
| 2014 |           |           |                          | 17e 500m                   | 21e 500m 23e 1000m        |             |
| 2015 |           | NS3       | 17e 1000m                |                            | 40e 500m 36e 1000m        |             |
| 2016 |           | 20e       | 17e 500m                 | 37e 500m 58e 1000m         |                           |             |
| 2017 | 11e       |           |                          | 26e 500m 0p 1000m          |                           |             |
| 2018 |           |           |                          | 19e 500m 36e 1000m         | 24e 500m 0p 1000m         |             |

DQ# = gediskwalificeerd bij de # afstand
NC# = niet gekwalificeerd voor de laatste afstand, maar wel als # geklasseerd in de eindrangschikking
NS# = niet gestart op de # afstand

### Medaillespiegel
| Kampioenschap | Goud | Zilver | Brons |
| ------------- | ---- | ------ | ----- |
| WK Sprint     | 0    | 2      | 0     |
| WK Afstanden  | 0    | 0      | 2     |